# Limnocitrus
Genre
Limnocitrus est un genre monotypique de plantes à fleurs de la famille des Rutaceae crée par Swingle en 1940. Il ne compte que l'espèce L. littoralis, plante parfumée rare qui se rencontre au Viêt Nam et en Indonésie.
Limnocitrus est un des 5 genres (tous monotypiques) rassemblés comme agrumes primitifs avec Burkillanthus, Pleiospermium, Severinia et Hesperethusa.

## Taxonomie
Limnocitrus Swingle est accepté, confirmé sur base génétique en 2021. Pleiospermium (Engl.) Swingle (1916) est donné comme synonyme.
Swingle (1940) motive comme suit la création du genre nouveau: «Ce genre ressemble un peu à Pleiospermium mais en diffère par de nombreux caractères importants qui ne sont dans aucune de ses cinq espèces connues. Limnocitrus a des feuilles épaisses, coriaces, veinées, simples, portées par des pétioles très courts, aptères, pulvinoïdes sur toute leur longueur et non articulés avec le limbe, tandis que les feuilles de Pleiospermium sont plus fines, moins veinées et ont de longs pétioles bien développés souvent ailé et toujours articulé avec le limbe. [ ] Les fruits, qui ressemblent à de petites oranges, ont des loges remplies de vésicules pulpaires longues et minces qui se rétrécissent en un sommet aigu et sont plus ou moins moins carrément contractés là où ils sont attachés aux parois dorsales de les locules. Les caractères présentés par ces pulpvésicules distinguent clairement Limnocitrus des autres genres apparentés que je place dans la sous-tribu Citrinae de la tribu Citreae. Limnocitrus et les genres qui lui sont le plus clairement apparentés, Severinia, Pleiospermium, Burkillanthus et Hesperethusa, constituent un groupe que j'ai appelé Agrumes fruitiers primitifs».

## Écologie
International Union for conservation of nature and natural resources classe la plante En Danger (1998). 